# فريدا ريتشارد
فريدا ريتشارد (بالألمانية: Frida Richard)‏ هي ممثلة نمساوية، ولدت في 1 نوفمبر 1873 بفيينا في النمسا، وتوفيت في 12 سبتمبر 1946 بسالزبورغ في النمسا.

## وصلات خارجية
- فريدا ريتشارد على موقع IMDb (الإنجليزية)
- فريدا ريتشارد على موقع أول موفي (الإنجليزية)
- فريدا ريتشارد على موقع قاعدة بيانات الأفلام السويدية (السويدية)
- فريدا ريتشارد على موقع قاعدة بيانات الفيلم (الإنجليزية)